# Lyman Hall
Lyman Hall (Wallingford, 12 aprile 1724 – Contea di Burke, 19 ottobre 1790) è stato un politico statunitense, padre fondatore degli Stati Uniti e 17º governatore della Georgia.
Gli è dedicata la contea di Hall.

## Biografia

### Origini
Nacque nel 1724 a Wallingford in Connecticut, da un'antica famiglia di coloni. Studiò all'università Yale, laureandosi in teologia nel 1747 e diventando reverendo congregazionalista nella contea di Fairfield. Tuttavia già nel 1753, in seguito ai frequenti contrasti nella sua parrocchia, decise di abbandonare il sacerdozio attivo per dedicarsi alla medicina.
Vedendo poche opportunità di carriera in Connecticut, decise di emigrare nelle colonie meridionali spostandosi prima in South Carolina nel 1757, e poi in Georgia nel 1760. Si stabilì vicino a Savannah ed acquisì una piantagione di riso con schiavi.

### Carriera politica
In Georgia cominciò ad interessarsi di politica, divenendo un fervente anti-inglese e sfruttando la sua eloquenza da ex-reverendo per tenere discorsi propagandistici ai georgiani. Quando poi esplose la rivoluzione americana venne eletto assieme a George Walton e a Button Gwinnett nel secondo congresso continentale in rappresentanza della Georgia. Assieme a Gwinnett e Walton fu tra i firmatari della Dichiarazione d'indipendenza, divenendo così uno dei padri fondatori degli Stati Uniti.
Servì in maniera discontinua nel congresso fino al 1780, quando l'occupazione inglese della Georgia lo costrinse a fuggire con la famiglia in Connecticut. Dopo la fine della guerra rientrò in Georgia per continuare a praticare medicina, venendo infine eletto governatore nel 1783. Il suo mandato annuale fu segnato dai conflitti latenti con i lealisti e i nativi americani e con la cronica mancanza di fondi per finanziare la ricostruzione dello Stato, devastato dal conflitto.

### Vita privata e morte
La vita privata di Lyman Hall fu piuttosto sfortunata. Si sposò due volte, la prima nel 1752 con Abigail Burr (lontana parente di Aaron Burr), la quale tuttavia morì dopo appena un anno; la seconda con Mary Osborne, dalla quale ebbe l'unico figlio John Hall (1765-1792), che morì poco dopo il padre e poco prima della madre.
Dopo la fine del suo mandato governatoriale fu tra i fondatori dell'Università della Georgia, per poi vendere la sua piantagione e trasferirsi nella contea di Burke. Qui morì pochi mesi dopo, nell'ottobre 1790, presto seguito dal figlio e dalla moglie.